# Juan Vicente Pérez
Juan Vicente Pérez Mora (El Cobre, 27 de maio de 1909 – San José de Bolívar, 2 de abril de 2024) foi um agricultor, camponês e supercentenário venezuelano, que em 2022 se tornou o homem mais velho do mundo, depois de ser anunciado por Latin American Supercentenarians (LAS) e o Grupo de Pesquisa em Gerontologia, depois do falecimento de Saturnino de la Fuente García, de 112 anos e 341 dias de idade. Também contava com o título de ser o homem mais velho da Venezuela e o mais velho do sexo masculino pelo Livro de recordes Guinness.

## Biografia
Pérez Mora, nasceu no povoado rural venezuelano do Cobre, capital do município José María Vargas, do estado Táchira. Foi filho de Edelmira Mora e Euquitio Pérez e, o menor de oito irmãos.

### Família
Em 1913, mudou-se com sua família à localidade andina de San José de Bolívar e tornou-se agricultor do local. Posteriormente, aos 28 anos, se casou com Ediofina do Rosario García, que faleceu em 1998 à idade de 81 anos. Teve 11 filhos, 18 netos, 41 bisnetos e 12 tataranetos.

### Morte
Pérez morreu no dia 2 de abril de 2024, aos 114 anos.

## Reconhecimento mundial
Em 2020, converteu-se no «homem mais idoso de Venezuela», o qual foi descrito pela imprensa e meios especializados, onde mostravam seu cédula de identidade de número 1 900 871. Para janeiro de 2022, As Latin American Supercentenárias e o Grupo de Investigação em Gerontologia atualizam suas tabelas e anuncia que Vicente Pérez, é o «homem mais idoso do mundo». Dito processo que em seu momento foi solicitado por seu sobrinho Freddy Abreu. O acontecimento teve impacto na região, ainda mais, pois Juan Vicente se converteu no primeiro supercentenário validado de Venezuela.
O livro de recordes Guinness, reconheceu no dia 17 de maio de 2022 que ele é a pessoa, do sexo masculino, mais velho do mundo